# Prostheclina amplior
Prostheclina amplior là một loài nhện trong họ Salticidae.
Loài này thuộc chi Prostheclina. Prostheclina amplior được Richardson & Marek Żabka miêu tả năm 2007.